# Foguete de fusão
Visão artística de 
um foguete de fusão.
Foguete de Fusão — é um modelo, ainda teórico, de foguete que utiliza energia derivada de fusão nuclear.

## Os conceitos
Embora os conceitos que proporcionam uma reação de fusão nuclear sejam bem conhecidos, ainda não se conseguiu um método de gerar energia de forma sustentada utilizando a mesma. Para utilização em voos espaciais, a maior vantagem da fusão nuclear é o grande impulso específico alcançado, e a maior desvantagem é a (provável) grande massa necessária para o reator de fusão (tokamak, stellarator). Porém, um motor movido a fusão nuclear geraria menos radiação que um motor que utilizasse um reator de fissão nuclear, o que reduziria a massa necessária para um escudo anti-radiação.
A maneira mais fácil de construir um foguete da fusão com tecnologia atual é usar bombas de hidrogênio, como o proposto no Projeto Orion. A proposta do Projeto Daedalus para um foguete de fusão com confinamento inercial provavelmente não funcionaria nos dias de hoje, dado o estado atual de nosso conhecimento.

## Geração de Eletricidade vs. Propulsão Direta
Muitos métodos de propulsão espacial, tais como propulsores de íons, requerem eletricidade para funcionar mas são altamente eficientes. Em alguns casos sua propulsão máxima é limitada pela quantidade de força elétrica que pode ser gerada. Um gerador elétrico que funcionasse com fusão nuclear poderia ser instalado para prover a eletricidade para mover tal nave. Uma desvantagem é que a produção convencional da eletricidade requer um dissipador de temperatura, que é difícil (isto é, pesado) em uma nave espacial. A conversão direta de energia cinética dos produtos da fusão em eletricidade é uma possível forma de reduzir este problema.
Uma possibilidade atrativa é simplesmente direcionar para fora a exaustão do produto da fusão na parte traseira do foguete para fornecer a propulsão sem a produção intermediária de eletricidade. Isto seria mais fácil com alguns esquemas do confinamento (por exemplo espelhos magnéticos) do que com outros (por exemplo o tokamak). Somente 20% do poder produzido pela reação fusão poderia ser usado desta maneira; os outros 80% é liberado na forma de nêutrons que, por não poderem ser dirigidos por campos magnéticos ou por paredes contínuas, seriam muito difíceis de se usar para propulsão.
Mesmo se uma reação auto-sustentada de fusão não possa ser produzida, pode ser possível usar a fusão nuclear para impulsionar um outro sistema da propulsão, tal como o motor de foguete VASIMIR (VAriable Specific Impulse Magnetoplasma Rocket).

## Conceito de Confinamento
Para sustentar um reator de fusão, o plasma de hidrogênio utilizado como combustível deve ser confinado. A mais promissora forma de configuração para este confinamento é o chamado tokamak (e o stellarator), uma forma de confinamento magnético de fusão nuclear. Atualmente, os geradores do tipo tokamak pesam mais ou menos como um navio petroleiro.
A principal alternativa ao confinamento magnético é fusão por confinamento inercial, tal como o do Projeto Orion. Um pequeno recipiente de combustível nuclear (com um diâmetro de milímetros) seria inflamada por um feixe de elétrons ou por um laser. Para produzir a propulsão, um campo magnético daria forma a uma placa de propulsão. No princípio, a reação de Hélio-3-Deutério poderia ser usada para maximizar a energia das partículas carregadas e minimizar a quantidade de radiação, mas é altamente questionável se esta reação é praticável.